# دون ديكس
دون ديكس (بالإنجليزية: Don Dykes)‏ هو لاعب كرة قدم بريطاني، ولد في 8 يونيو 1930 في Ashby by Partney ‏ في المملكة المتحدة، وتوفي في 25 أكتوبر 2016 في لنكولن في المملكة المتحدة. لعب مع لينكولن سيتي أف سي ونادي بوسطن يونايتد.